# Carlo Alberto Galluzzi
Carlo Alberto Galluzzi (ur. 2 grudnia 1919 we Florencji, zm. 11 marca 2000 w Rzymie) – włoski polityk i księgowy, od 1963 do 1978 poseł do Izby Deputowanych, od 1976 do 1989 poseł do Parlamentu Europejskiego.

## Życiorys
Uzyskał wykształcenie średnie. Zawodowo pracował jako księgowy. Zaangażował się w działalność polityczną w ramach Włoskiej Partii Komunistycznej. W latach 1963–1979 z jej ramienia zasiadał w Izbie Deputowanych IV, V, VI i VII kadencji.
Od 1976 do 1989 sprawował funkcję posła do Parlamentu Europejskiego, w 1979 i 1984 wybierano go w wyborach bezpośrednich. Przystąpił do Grupy Sojuszu Komunistycznego. Był przewodniczącym Delegacji Parlamentu Europejskiego do Wspólnej Komisji z Kortezami (1983–1984) oraz Delegacji ds. stosunków z Japonią (1985–1987), a także wiceprzewodniczącym Delegacji ds. stosunków z państwami ASEAN i Międzyparlamentarną Organizacją ASEAN (AIPO) oraz Republiką Korei (1989); należał też m.in. przez dwie kadencje do Komisji ds. Stosunków Gospodarczych z Zagranicą.